# Anesthesiology
Anesthesiology is een internationaal, aan collegiale toetsing onderworpen wetenschappelijk tijdschrift op het gebied van de anesthesiologie. Het wordt uitgegeven door Lippincott Williams & Wilkins namens de American Society of Anesthesiologists en verschijnt maandelijks.